# Petrotec

Petrotec é uma empresa portuguesa com sede em Guimarães, Braga, dedicada ao fabrico de bombas de gasolina. Com 35 anos de experiência, a Petrotec é formada por um conjunto de 20 empresas, cuja atividade está centrada na produção, comercialização e assistência técnica a equipamentos e sistemas para as áreas de armazenamento, distribuição e retalho da indústria petrolífera.
A Petrotec desenha e fabrica bombas de combustível, equipamentos para lavagem automóvel, sistemas de pagamento e automação para frotas e postos de abastecimento, fornecendo também soluções flexíveis e customizadas. 
Conta com operações diretas em Lisboa - Portugal, Espanha, Reino Unido, Índia, Angola, Moçambique, África do Sul e México.
A Petrotec emprega cerca de 440 colaboradores em todo o mundo, e está ainda representado a nível internacional em 20 países com uma rede de distribuição que fornece soluções às maiores companhias petrolíferas mundiais.

## História
A Petrotec foi fundada por José Simão Cabral e Mário Augusto Teixeira, em 1983 tendo dado o início da atividade sido em torno da assistência técnica a postos de abastecimento.
Obtém do Ministério Português da Indústria, em 1985, a aprovação para a fabricação de bombas de combustíveis líquidos, o que permite iniciar industrialização de bombas de combustível, sob licença da marca holandesa Koppens Automatic, sendo responsável pela introdução em Portugal da 1ª bomba eletrónica de combustíveis.
Em 1992 é constituída a Petroassist Engenharia e Serviços, em Portugal e em Angola a Petrotec Angola - Assistência Técnica ao Ramo Petrolífero e a Petroassist Angola - Assistência Técnica.
Em 1994 a Petrotec iniciou o fabrico de bombas de combustível e de equipamentos de lavagem automóvel com tecnologia desenvolvida de raíz pela própria empresa.
Em 1995 inicia-se a expansão ibérica com a constituição da Petrotec España, e dois anos depois a expansão em África, com a constituição da Petrotec Moçambique e Petroassist África do Sul, em 1997.
Em 1999, com a conclusão de uma nova unidade fabril em Portugal, ficando com uma capacidade de produção mensal de 1500 mangueiras, e funda ainda uma segunda unidade industrial na Índia com a constituição da Petrotec índia.
Em 2008 lança a nova gama de equipamentos de lavagem automóvel Multijet e em 2011 a Petrotec inicia uma nova fase com o lançamento e comercialização da gama Progress de bombas de combustível, GPL e Adblue e a primeira experiência na mobilidade elétrica.
De 2013 a 2016 o foco do Grupo esteve no mercado britânico com a constituição da Petrotec UK e a aquisição da Wayne Fueling Systems UK, atualmente Petroassist UK, respetivamente.
Em 2017 dá-se a constituição da Petroassist México para cobertura dos mercados sul americanos.